# K-League de 1991
A Korean Super League 1991 foi a nona edição da principal divisão de futebol na Coreia do Sul, a K-League. A liga começou em março e terminou em novembro de 1991.
Seis times participaram da liga, seis profissionais: Yukong Elephants, Daewoo Royals, POSCO Dolphins, LG Cheetahs, Hyundai Horang-i e Ilhwa Chunma Football Club.
O Daewoo Royals foi o campeão pela terceira vez.

## Classificação final
| Pos | Time             | Pts | JG | V  | E  | D  | GM | GS | SG  | Notas   |
| --- | ---------------- | --- | -- | -- | -- | -- | -- | -- | --- | ------- |
| 1.  | Daewoo Royals    | 52  | 40 | 17 | 18 | 5  | 49 | 32 | +17 | Campeão |
| 2.  | Hyundai Horang-i | 42  | 40 | 13 | 16 | 11 | 36 | 34 | +2  |         |
| 3.  | POSCO Atoms      | 39  | 40 | 12 | 15 | 13 | 46 | 47 | -1  |         |
| 4.  | Yukong Elephants | 37  | 40 | 10 | 17 | 13 | 38 | 40 | -2  |         |
| 5.  | Ilhwa Chunma     | 37  | 40 | 13 | 11 | 16 | 56 | 63 | -7  |         |
| 6.  | LG Cheetahs      | 33  | 40 | 9  | 15 | 16 | 44 | 53 | -9  |         |